# いすゞ自動車九州
いすゞ自動車九州株式会社（いすずじどうしゃきゅうしゅう、略称：いすゞ九州）は、いすゞ自動車を取り扱う自動車販売会社である。福岡県福岡市東区に本社を置く。いすゞ自動車販売株式会社の100%子会社。
九州運輸局（福岡、佐賀、長崎、大分、熊本、宮崎並びに鹿児島）と沖縄総合事務局運輸部管轄区域を販売エリアとする。

## 沿革
- 1959年（昭和34年）9月 - 北部九州いすゞモーター株式会社を設立。
- 1993年（平成5年）5月 - 北九州いすゞモーター株式会社と合併。
- 1999年（平成11年）
  - 3月 - 佐賀いすゞ自動車株式会社より営業権を譲受。
  - 7月 - 福岡いすゞ自動車株式会社と長崎いすゞ自動車株式会社と合併。併せて、いすゞ自動車九州株式会社に商号変更。
- 2002年（平成14年）7月 - 大分いすゞ自動車株式会社と合併。
- 2007年（平成19年）
  - 2月 - いすゞネットワーク株式会社が100%株式を取得。
  - 4月 - 販売事業を分割し（新）いすゞ自動車九州株式会社を設立。旧会社はいすゞ九州資産管理株式会社に商号変更。
- 2010年（平成22年）10月1日  - いすゞ自動車南九州及び沖縄いすゞ自動車を合併。同日付で、親会社名もいすゞネットワークからいすゞ自動車販売株式会社に商号変更。
- 2015年（平成27年）7月 - 福岡東サービスセンターが国土交通省の表彰事業である平成27年度「環境に優しい自動車販売・整備事業場」の福岡運輸支局長表彰を受賞[2]。

## 事業所所在地
本社 - 福岡県福岡市東区東浜1-10-85
福岡支社
- 福岡支店 - 福岡市東区東浜1-10-85
- 広域営業部 - 福岡市東区東浜1-10-85
- 福岡東支店 - 古賀市古賀116
- 納車整備センター - 古賀市古賀116
- 中古車センター - 古賀市古賀116
- 北九州支社 - 北九州市小倉北区西港町15-15
- 飯塚支店 - 飯塚市有安958-44
- 久留米支店 - 久留米市宮ノ陣町若松1-11
  - 日田営業所 - 大分県日田市大字三和2610-5
- みやま柳川支店 - みやま市瀬高町大江字一本木2360

西九州支社
- 長崎支店 - 長崎市中里町1622-1
  - 島原営業所 - 島原市有明町大三東乙84-1
- 佐世保支店 - 佐世保市有福町188-1
- 佐賀支店 - 佐賀市鍋島町大字八戸1995-1
  - 伊万里営業所 - 伊万里市二里町字大里乙3636-1

中九州支社
- 熊本支店 - 熊本市南区南高江3-2-105
  - 天草営業所 - 天草市本渡町大字広瀬1660-1
- 八代支店 - 八代市宮地町1678
  - 人吉営業所 - 人吉市上林町868-1
- 大津支店 - 菊池郡大津町室1501
- 大分支店 - 大分市大字駄原2894
  - 中津営業所 - 中津市大字犬丸字上ノ代47-1
  - 佐伯営業所 - 佐伯市弥生大字井崎968

南九州支社
- 宮崎支店 - 宮崎市港東1-3-1
- 延岡日向支店 - 東臼杵郡門川町大字加草428-1
- 都城支店 - 都城市神之山町2225
- 鹿児島支店 - 鹿児島市谷山港3-1-34
  - 大島営業所 - 奄美市名瀬浦上字又ノ田1307-1
- 霧島支店 - 霧島市隼人町真孝536-1
- 川内支店 - 薩摩川内市水引町3165-2
- 鹿屋支店 - 鹿屋市今坂町10015

沖縄支社
- 沖縄支店 - 豊見城市字豊崎3-88
  - 浦添サービスセンター - 浦添市牧港5-4-7